# Jacob Heinrich Kaltschmidt
Jacob Heinrich Kaltschmidt, auch Jakob (* 1799 in Lübeck; † 31. Januar 1872 in Leipzig) war ein deutscher Sprachwissenschaftler und Lexikograph.

## Leben
Kaltschmidt, dessen Vater Johann Christoph Kaltschmidt Brauer und Orgel- und Klavierbauer in der Beckergrube in Lübeck war, besuchte bis Ostern 1822 das Katharineum zu Lübeck. Er studierte ab dem Sommersemester 1822 an den Universitäten Rostock und Leipzig, zunächst Evangelische Theologie, dann Philologie, und wurde hier zum Dr. Phil. promoviert. Von 1824 bis 1831 war er Lehrer am Gymnasium in Chur.
1831 kam er zurück nach Leipzig und begann mit den Vorarbeiten zur Herausgabe eines kurzgefassten, vollständigen stamm- und sinnverwandtschaftlichen Gesammtwörterbuchs der deutschen Sprache aus allen ihren Mundarten und mit allen ihren Fremdwörtern. Eine erste Ausgabe erschien 1834 bei Carl Christian Philipp Tauchnitz.
1835 habilitierte er sich an der Universität Leipzig und war kurzzeitig als Privatdozent, dann als Sprachlehrer und Privatgelehrter tätig.

## Werke
- Grundriss der Sprach-Wissenschaft: ein Versuch. Leipzig: Tauchnitz 1833
- Kurzgefaßtes vollständiges stamm- und sinnverwandtschaftliches Gesammt-Wörterbuch der deutschen Sprache aus allen ihren Mundarten und mit allen Fremdwörtern: ein Hausschatz der Muttersprache für alle Stände des Deutschen Volkes. Leipzig: Tauchnitz 1834

2. Auflage Nördlingen 1850
4. Auflage Nördlingen 1854 (Digitalisat, Princeton University)
5. Auflage Nördlingen 1865
- De duabus rebus quae in arte grammatica negliguntur et de via ac ratione linguam latinam tirones docendi. Leipzig 1835 (Habilitation)
- Neues vollständiges Wörterbuch der französischen und deutschen Sprache: mit einem Anhang kaufmännischer Redensarten. 2 Bände, Leipzig/Genf: Tauchnitz 1837

2. Auflage Leipzig: Holtze 1892 (Karl Tauchnitz'sche Stereotyp-Ausgaben)
- Neues vollständiges Wörterbuch der englischen und der deutschen Sprache = A new and complete dictionary of the English and German languages. Nebst einem kurzen Abriss der englischen und deutschen Sprachlehre. Leipzig: Tauchnitz 1837
- Sprachvergleichendes Wörterbuch der deutschen Sprache : worin die hochdeutschen Stammwörter in den germanischen, romanischen, und vielen andern europäischen und asiatischen Sprachen, besonders in der Sanskrit-Sprache nachgewiesen, mit ihren Stammverwandten zusammengestellt, aus ihren Wurzeln abgeleitet, und nach ihrer Urbedeutung erklärt, auch die abgeleiteten und die wichtigeren zusammengesetzten Wörter kurz erläutert werden; für Freunde und Lehrer der deutschen Sprache. Leipzig 1839
- Neuestes und vollständigstes Fremdwörterbuch zur Erklärung aller aus fremden Sprachen entlehnten Wörter und Ausdrücke, welche in den Künsten und Wissenschaften, im Handel und Verkehr vorkommen, nebst einem Anhange von Eigennamen.

1. Auflage Leipzig: Brockhaus 1843 (Digitalisat)
4. Auflage Leipzig: Brockhaus 1856
5. Auflage Leipzig: Brockhaus 1860
- Allgemeines Fremdwörterbuch nebst Erklärung der in der deutschen Sprache vorkommenden fremden Wörter und landschaftlichen Ausdrücke mit Angabe ihrer Abstammung. Stereotyp-Ausgabe, 2. Abdr. - Nördlingen: Beck 1852
- Triglotte classique : commencement de la Panglotte; dictionnaire étymologique par familles de mots du Français, Latin, Grec, et mots avancés en sanscrit et en Chinois; B. partie labiale hypologique, consonne labiale, chose mue en bas, avec index frana̧is, latin, grec. Versailles 1859
- Vollständiges Taschenwörterbuch der deutschen Schrift- und Umgangssprache: nebst den wichtigsten Fremdwörtern, mit Andeutung der Grundbedeutung der Stammwörter und einer Tabelle der Sprachwurzeln. Stereotyp-Ausgabe Leipzig: Weber 1861
- Alphabet universel arrangé d'après les organes de la bouche. Versailles: Mayet 1863